# Viveka Heyman
Viveka Heyman, född 27 oktober 1919 i Uppsala, död 5 februari 2013 i Enskede-Årsta församling, Stockholms län, var en svensk journalist, författare, översättare och litteraturkritiker.

## Biografi
Viveka Heyman blev filosofie kandidat vid Uppsala universitet 1940. Under de första decennierna av karriären gjorde hon sig känd som en produktiv och profilerad kritiker, framför allt i Arbetaren, vars kulturredaktör hon var 1946–1949. Hon fortsatte att verka som kulturskribent i Arbetaren 1955–57, samt med jämna mellanrum fram till 2004. Hennes stil som kritiker och debattör har beskrivits som hård, och hon var inte rädd för sågningar av de böcker hon recenserade. Som författare utgav hon flera essäsamlingar (1948, 2000), en diktsamling (1955) samt en roman (1999).
Åren 1949–1954 vistades hon i Israel, där hon bland annat fascinerades av det framväxande kibbutz-systemet och började översätta modern hebreisk skönlitteratur till svenska. Novellsamlingen Killingen som far köpte (1955) innebar att en svensk publik för första gången fick uppleva litteratur från den unga staten Israel och från de som bosatt sig i området från och med sekelskiftet. Heyman skulle fortsätta att översätta modern hebreisk litteratur, däribland verk av nobelpristagaren Samuel Joseph Agnon, Yehudah Amichai och Amos Oz.  
Efter hemkomsten från sin första vistelse i Israel var hon 1954–1955 anställd vid Israels legation i Stockholm, och från 1969 undervisade hon vid Tel Avivs universitet. Engagemanget för Israel kom Heyman att behålla livet ut, vilket ledde till konflikter med bland andra Göran Palm och Karl Vennberg efter sexdagarskriget 1967. Under 1980- och 1990-talet kom hon dock att i högre grad inta en alltmer kritisk ställning till den förda politiken i Israel, vars högersväng kom att bli en besvikelse för henne. Hon engagerade sig bland annat mot den israeliska bosättarpolitiken i nätverken Kvinnor för fred och Kvinnor i svart.
Från den moderna hebreiska litteraturen fördes hennes intresse vidare till Gamla testamentet. Den första översättningen ur Gamla testamentet blev Höga visan (1960), vilken blev mycket uppmärksammad, och följdes av Predikaren (1961). Därefter översatte hon Jobs bok (1969), Ordspråksboken (1970), Samuels bok (1977), Jesajas bok (1977), Första Mosebok (1979), Psaltaren (1982) och Profeterna (1996). Genom dessa översättningar uttryckte Viveka Heyman en stark kritik mot den då arbetande Bibelkommissionen som på regeringens uppdrag arbetade med det som skulle komma att bli Bibel 2000. Heyman menade att denna översättning inte tillvaratog de gammaltestamentliga texternas egenart. Översättningen var också i alltför hög grad influerad av modern bibelkritik, och dessutom tog man inte hänsyn till judisk tolkningstradition. Heymans egna översättningar mötte emellertid kritik från facköversättare och exegeter för att såväl språkligt som filologiskt vara alltför vidlyftiga.
Viveka Heyman var dotter till bibliotekarien och författaren Harald Heyman och Stina, ogift von Unge. Hon är gravsatt på Södra judiska begravningsplatsen i Stockholm.